# Поконо-Пайнс (Пенсільванія)
Поконо-Пайнс (англ. Pocono Pines) — переписна місцевість (CDP) в США, в окрузі Монро штату Пенсільванія. Населення — 2007 осіб (2020).

## Географія
Поконо-Пайнс розташоване за координатами 41°6′57″ пн. ш. 75°27′12″ зх. д. / 41.11583° пн. ш. 75.45333° зх. д. (41.115786, -75.453350).  За даними Бюро перепису населення США в 2010 році переписна місцевість мала площу 11,78 км², з яких 10,55 км² — суходіл та 1,23 км² — водойми.

## Демографія
Згідно з переписом 2010 року, у переписній місцевості мешкало 1409 осіб у 639 домогосподарствах у складі 441 родини. Густота населення становила 120 осіб/км².  Було 2205 помешкань (187/км²).
Расовий склад населення:
| - 91,3 % — білих - 3,1 % — чорних або афроамериканців - 0,8 % — азіатів - 0,3 % — корінних американців - 3,1 % — осіб інших рас |

До двох чи більше рас належало 1,4 %. Частка іспаномовних становила 7,0 % від усіх жителів.
За віковим діапазоном населення розподілялося таким чином: 14,8 % — особи молодші 18 років, 56,9 % — особи у віці 18—64 років, 28,3 % — особи у віці 65 років та старші. Медіана віку мешканця становила 52,9 року. На 100 осіб жіночої статі у переписній місцевості припадало 100,1 чоловіків;  на 100 жінок у віці від 18 років та старших — 101,5 чоловіків також старших 18 років.
Середній дохід на одне домашнє господарство  становив 75 834 долари США (медіана — 50 482), а середній дохід на одну сім'ю — 86 669 доларів (медіана — 52 455). За межею бідності перебувало 2,4 % осіб, у тому числі 6,9 % дітей у віці до 18 років та 0,0 % осіб у віці 65 років та старших.
Цивільне працевлаштоване населення становило 365 осіб. Основні галузі зайнятості: будівництво — 24,7 %, мистецтво, розваги та відпочинок — 18,4 %, освіта, охорона здоров'я та соціальна допомога — 15,6 %.